# 王一博
王一博（ワン・イーボー、英: Wang Yibo、朝: 왕이보、拼: Wángyībó、1997年8月5日 - ）は、中国河南省洛陽市生まれ、男性アイドルグループ、UNIQのメンバーでメインダンサー、リードラッパー担当。2014年9月15日に男性アイドルグループUNIQのメンバーとしてデビュー後、2019年放送のドラマ『陳情令』 にて主演の一人を務めたことでブレイク。俳優、声優、歌手、ダンサー、司会者、オートバイレーサー、レーシングドライバー。主な愛称は「白牡丹」「王甜甜」「王杰」「酷盖」など。身長182cm。

## 略歴

### デビュー前
- 2011年、13歳の時に参加した『全国IBD頂尖街舞大賽』のヒップホップ部門で全国16強に入賞し、Yuehua Entertainmentにスカウトされたことから同事務所の練習生になる。 中国人練習生の中で唯一全クラスの成績がAだった。
- 2012年7月28日、韓庚のコンサートでバックダンサーを務めた。

### 2014年
- 9月15日、中韓合同男性アイドルグループ『UNIQ』のメンバーとしてデビュー。グループ内でのポジションはメインダンサー、リードラッパー。

### 2016年
- 限韓令の影響によりグループでの活動が困難となり、以降中国でのソロ活動に専念することとなった。
- 4月29日、中国のバラエティー番組『天天向上』のレギュラーMC『天天兄弟』のメンバーになる。

### 2018年
- テンセントビデオのオーディション番組『創造101』にダンスメンターとして参加[3]。

### 2019年
- 6月27日、古装ドラマ『陳情令』 が配信された。微博上で『史上最もファン数の多いドラマの公式アカウント』になる、一日の最高再生回数が2億回を超える、全体の再生回数が52億回を超えるなど大ヒットした[4][5]。これにより王一博自身もブレイクを果たす。
- 12月30日、3枚目のシングル『无感』をリリース。网易云音乐上において最も早く1000万枚の売上を記録したシングル曲となった。
- 12月31日、『2019-2020湖南卫视跨年演唱会』に参加し、『无感』を披露。

### 2020年
- 7月、バラエティ番組『夏日冲浪店』にゲストとして参加。
- 7月、隊長としてダンスサバイバル番組『ストリートダンス・オブ・チャイナ』に参加。
- 8月19日、主演を務めた青春コメディドラマ『我的奇怪朋友』がiQIYIで配信された。
- 10月18日、主演ドラマ『GANK YOUR HEART-キミと、世界の果てまで-』で『第30届中国电视金鹰奖』の『观众喜爱的男演员奖』（視聴者に愛された男性俳優賞）を受賞。
- 12月16日、主演ドラマ『有翡 -Legend of Love-』が配信された。
- 12月30日、4枚目のシングル『我的世界守则』をリリース。
- 12月31日、『湖南卫视跨年演唱会』に参加し、『我的世界守则』を披露。

### 2021年
- 5月4日、中国共産党健党百周年記念ドラマ『理想照耀中国』が湖南テレビで放送され、『抉择』の中の蒋先云を演じた。
- 6月24日、ドキュメンタリー番組『我的时代和我第二季』に出演。
- 7月21日、河南省の水害で現地に駆けつけ、救援活動を行った[6]。後に300万元を寄付していたことが明らかになった[7]。
- 8月、隊長としてダンスサバイバル番組『ストリートダンス・オブ・チャイナ』に参加。
- 12月1日、主演ドラマ『風起洛陽〜神都に翔ける蒼き炎〜』が配信された。
- 12月30日、5枚目のシングル『廿』をリリース。
- 12月31日、2021-2022湖南卫视跨年晚会に参加し、『廿』を披露。

### 2022年
- 8月、隊長としてダンスサバイバル番組『ストリートダンス・オブ・チャイナ』に参加。
- 8月11日、陳暁と主演を務めた刑事ドラマ『冰雨火〜BEING A HERO』が配信された。
- 10月31日、周迅と主演を務めた『我的朋友』が配信された。
- 12月30日、6枚目のシングル『像阳光那样』をリリース。
- 12月31日、参加した『梦圆东方·2023东方卫视跨年盛典』で『像阳光那样』を披露。

### 2023年
- 1月22日、主演映画『無名』が公開。
- 4月28日、主演映画『ボーン・トゥ・フライ』が公開。
- 5月1日、主演映画『中国青年：我和我的青春』配信された。
- 6月16日、「第20届电影频道传媒关注单元」の閉会式に参加した。映画『無名』で演じたイエと映画『ボーン・トゥ・フライ』で演じたレイ・ユーの二つの役で「最受传媒关注男主角」を受賞。
- 7月28日、主演映画『熱烈』が公開。
- 映画『無名』で第36届中国电影金鸡奖最佳男配角にノミネート。
- 12月29日、1st EP『旁观者』をリリース。
- 12月31日、『2023-2024湖南卫视芒果TV跨年晚会』で『旁观者』、『启航2024——中央广播电视总台跨年晚会』では『龙族』を披露。

### 2024年
- 3月21日、主演ドラマ『追風者 〜金融界の夜明けへ〜』の放送・配信が開始された[8]。
- 5月1日、主演映画『FPU 〜若き勇者たち〜』が公開された[9]。
- 7月15日(日本時間)、聖火リレーに参加[10][11]。
- 10月19-20日、2024GTSCシリ一ズ珠海ラウンドのGT3カテゴリーに、王一博選手がアーティストとして初めて公式レ一スに出場し、プロドライバーの方俊宇選手と組んでUNOレ一シングチームから参戦。竹の葉の綠蛇のリバリーの5号車アウデイR8LMS GT3 Evo II をドライブし、レース1で2位を獲得し、レース2では優勝を記録。

## 人物
- 家族構成は父、母、自身。
- 小名は『王杰』
- 好きな色・応援カラーは緑。
- バイク以外にもスケートボード、LEGO、マジックなどを趣味として挙げている。
- 好物はパクチー。
- クールな性格から『酷盖』として知られており、バラエティー番組『天天向上』で同じくMCを務めた中国の歌手大張偉（中文）は彼をモデルに同名の曲『酷盖』を発表している。[12]
- 怖いものは暗いところと虫。
- 彼はデビュー時の髪型が好きではないが、ファンからは愛されている。
- テレビでストリートダンスの試合を見て、ダンスに興味を持ち、母に何度も懇願した後に学び始めた。

## 出演

### 映画
| 公開日（中国） | 映画                          | 役                     | 備考       | 興行収入   |
| 2016年4月29日  | 梦想合伙人                    | 赵书宇                 | ゲスト出演 | 8098.6万元 |
| 2016年9月14日  | 大话西游3                     | 红孩儿                 | ゲスト出演 | 3.66億元   |
| 2023年1月22日  | 無名                          | イエ                   | 主演       | 9.31億元   |
| 2023年4月28日  | ボーン・トゥ・フライ          | レイ・ユー             | 主演       | 8.51億元   |
| 2023年5月1日   | 中国青年：我和我的青春 看见篇 | 陆阳                   | 主演       | 配信のみ   |
| 2023年7月28日  | 熱烈                          | 陳爍（チェン・シュオ） | 主演       | 9.33億元   |
| 2024年5月1日   | FPU 〜若き勇者たち〜          | ヤン                   | 主演       | 5.11億元   |
| 2024年         | 人·鱼                         |                        | 主演       |            |
|                | 闭嘴！爱吧                    | 昌林                   |            |            |

### 短編映画
| 公開日（中国） | 映画         | 役     | 備考 |
| 2018年4月12日  | 热舞吧！青春 | 林进   | 主演 |
| 2020年11月19日 | 花的游吟     | 调酒师 | 主演 |
| 2022年10月31日 | 銀幕の友     | リー   | 主演 |

### 吹き替え映画
| 公開日（中国） | 映画     | 役     | 備考 | 興行収入   |
| 2018年10月26日 | 昨日青空 | 齐景轩 |      | 8381.6万元 |

### ドラマ
| 放送年 | 放送期間                 | 放送チャンネル                           | ドラマ                                   | 役       | 備考 |
| 2017年 | 8月15日 - 9月10日        | 湖南テレビ                               | ラブ・アクチュアリー〜運命の恋愛相関図〜 | 翟至味   |      |
| 2017年 | 8月16日 - 9月21日        | テンセントビデオ                         | 青春最好时                               | 林佳一   |      |
| 2019年 | 6月10日 - 7月9日         | Mango TV                                 | GANK YOUR HEART-キミと、世界の果てまで-  | 季向空   | 主演 |
| 2019年 | 6月27日 - 8月20日        | テンセントビデオ                         | 陳情令                                   | 蓝忘机   | 主演 |
| 2020年 | 8月19日 - 9月26日        | iQIYI                                    | 我的奇怪朋友                             | 蔚逸晨   | 主演 |
| 2020年 | 12月16日 - 2021年1月21日 | テンセントビデオ                         | 有翡 -Legend of Love-                    | 谢允     | 主演 |
| 2021年 | 6月17日                  | Mango TV・Youku・iQIYI・テンセントビデオ | 理想照耀中国 决择篇（28話）              | 蒋先云   |      |
| 2021年 | 12月1日 - 12月29日       | iQIYI                                    | 風起洛陽〜神都に翔ける蒼き炎〜           | 百里弘毅 | 主演 |
| 2022年 | 8月11日 - 9月16日        | Youku                                    | 冰雨火〜BEING A HERO                     | 陈宇     | 主演 |
| 2024年 | 3月21日 - 4月8日         | CCTV-8・iQIYI                            | 追風者 〜金融界の夜明けへ〜              | 魏若来   | 主演 |
|        |                          |                                          | 清歌逐酒少年行/私立蜀山學園              | 滕净     | 主演 |

### バラエティ番組
| 放送年 | 放送日             | 放送チャンネル   | 番組                                                 | 備考                       |
| 2014年 | 10月16日           | Mnet             | M COUNTDOWN                                          | UNIQ                       |
| 2014年 | 10月19日           | SBS              | SBS人気歌謡                                          | UNIQ                       |
| 2014年 | 10月22日           | MBC MUSIC        | SHOW CHAMPION                                        | UNIQ                       |
| 2014年 | 10月23日           | Mnet             | M COUNTDOWN                                          | UNIQ                       |
| 2014年 | 10月24日           | KBS 2TV          | ミュージックバンク                                   | UNIQ                       |
| 2014年 | 10月27日           |                  | 1theK Let's Dance                                    | UNIQ                       |
| 2014年 | 10月29日           | MBC MUSIC        | SHOW CHAMPION                                        | UNIQ                       |
| 2014年 | 11月2日            | SBS              | SBS人気歌謡                                          | UNIQ                       |
| 2014年 | 11月3日            | Arirang TV       | K-POPPIN                                             | UNIQ                       |
| 2014年 | 11月5日            | Arirang TV       |                                                      | UNIQ                       |
| 2014年 | 11月7日            | Arirang TV       | Simply K-Pop                                         | UNIQ                       |
| 2014年 | 11月7日            | KBS 2TV          | ミュージックバンク                                   | UNIQ                       |
| 2014年 | 11月8日            | MBC              | ショー!K-POPの中心                                   | UNIQ                       |
| 2014年 | 11月11日           | SBS              | THE SHOW                                             | UNIQ                       |
| 2014年 | 11月15日           | MBC MUSIC        | Idol True Colours                                    | UNIQ                       |
| 2014年 | 11月19日           | MBC MUSIC        | SHOW CHAMPION                                        | UNIQ                       |
| 2014年 | 11月22日           | MBC MUSIC        | Idol True Colours                                    | UNIQ                       |
| 2014年 | 11月26日           | iQIYI            | 彬彬有理                                             | UNIQ                       |
| 2014年 | 12月2日            | MBC MUSIC        | IDOL SCHOOL                                          | UNIQ                       |
| 2014年 | 12月2日            | iQIYI            | 我爱大牌之UNIQ最强出道第一集                         | UNIQ                       |
| 2014年 | 12月4日            |                  | POP电台音乐怎么样                                    | UNIQ                       |
| 2014年 | 12月5日            | Arirang TV       | Simply K-pop                                         | UNIQ                       |
| 2014年 | 12月8日            |                  | Music Radio 音乐之声                                 | UNIQ                       |
| 2014年 | 12月8日            |                  | 网易专访                                             | UNIQ                       |
| 2014年 | 12月9日            |                  | Music Radio 音乐之声                                 | UNIQ                       |
| 2014年 | 12月9日            | MBC MUSIC        | IDOL SCHOOL                                          | UNIQ                       |
| 2014年 | 12月10日           |                  | I Like Radio 娱乐E世代                               | UNIQ                       |
| 2014年 | 12月11日           | MUSIC ON! TV     | 韓ON! ファイティン!!                                 | UNIQ                       |
| 2014年 | 12月16日           | MBC MUSIC        | IDOL SCHOOL                                          | UNIQ                       |
| 2014年 | 12月16日           | iQIYI            | 我爱大牌之UNIQ最强出道第二集                         | UNIQ                       |
| 2014年 | 12月16日           | 三立都会台       | 综艺大热门                                           | UNIQ                       |
| 2014年 | 12月17日           | 三立都会台       | 国光帮帮忙                                           | UNIQ                       |
| 2014年 | 12月17日           | 中天综合台       | 大学生了没                                           | UNIQ                       |
| 2014年 | 12月17日           | Arirang Radio    | Super K-pop                                          | UNIQ                       |
| 2014年 | 12月18日           | 八大綜合台       | 娱乐百分百                                           | UNIQ                       |
| 2014年 | 12月18日           | 新浪娱乐         | 新浪娱乐独家对话UNIQ                                 | UNIQ                       |
| 2014年 | 12月23日           | iQIYI            | 我爱大牌之UNIQ最强出道第三集                         | UNIQ                       |
| 2014年 | 12月24日           |                  | 音乐风云榜                                           | UNIQ                       |
| 2014年 | 12月24日           |                  | 我爱偶像                                             | UNIQ                       |
| 2014年 | 12月24日           | Tencent Video    | ss小燕之夜                                           | UNIQ                       |
| 2014年 | 12月24日           | Tencent Video    | 名人坊                                               | UNIQ                       |
| 2015年 | 1月5日             | MTV中文频道      | MTV天籁村                                            | UNIQ                       |
| 2015年 | 1月6日             | MTV中文频道      | MTV天籁村                                            | UNIQ                       |
| 2015年 | 1月7日             | MTV中文频道      | MTV天籁村                                            | UNIQ                       |
| 2015年 | 1月8日             | MTV中文频道      | MTV天籁村                                            | UNIQ                       |
| 2015年 | 1月9日             | MTV中文频道      | MTV天籁村                                            | UNIQ                       |
| 2015年 | 1月9日             |                  | 音悦大来宾第三季                                     | UNIQ                       |
| 2015年 | 1月17日            | 湖南テレビ       | 快乐大本营                                           | UNIQ                       |
| 2015年 | 2月11日            | MTV中文频道      | MTV新派                                              | UNIQ                       |
| 2015年 | 2月18日            | MTV中文频道      | MTV新派                                              | UNIQ                       |
| 2015年 | 2月21日            |                  | Music Radio 音乐之声                                 | UNIQ                       |
| 2015年 | 3月6日             |                  | 伍迪谈话                                             | UNIQ                       |
| 2015年 | 3月6日             |                  | 豆腐流行电台                                         | UNIQ                       |
| 2015年 | 4月15日            | MBC MUSIC        | SHOW CHAMPION                                        | UNIQ                       |
| 2015年 | 4月26日            | SBS              | SBS人気歌謡                                          | UNIQ                       |
| 2015年 | 4月29日            | MBC MUSIC        | SHOW CHAMPION                                        | UNIQ                       |
| 2015年 | 4月30日            | Mnet             | M COUNTDOWN                                          | UNIQ                       |
| 2015年 | 5月3日             | SBS              | SBS人気歌謡                                          | UNIQ                       |
| 2015年 | 5月7日             | Mnet             | M COUNTDOWN                                          | UNIQ                       |
| 2015年 | 5月27日            | MBC MUSIC        | SHOW CHAMPION                                        | UNIQ                       |
| 2015年 | 6月5日             | Arirang TV       | Simply K-Pop                                         | UNIQ                       |
| 2015年 | 6月17日            | MBC              | 週刊K-POPアイドル                                    | UNIQ                       |
| 2015年 | 6月19日            | MUSIC ON! TV     | 韓ON! ファイティン!!                                 | UNIQ                       |
| 2015年 | 6月19日            | 湖南テレビ       | 天天向上                                             | UNIQ                       |
| 2015年 | 6月24日            |                  | 风云idol show                                        | UNIQ                       |
| 2015年 | 6月25日            |                  | 优衣库生活                                           | UNIQ                       |
| 2015年 | 6月25日            |                  | 嗨！榜上榜                                           | UNIQ                       |
| 2015年 | 7月3日             |                  | 音悦大来宾第三季                                     | UNIQ                       |
| 2015年 | 7月10日            |                  | 音悦大来宾第三季                                     | UNIQ                       |
| 2015年 | 8月13日            |                  | 土豆最音乐                                           | UNIQ                       |
| 2015年 | 10月25日           | 四川テレビ       | 咱们穿越吧                                           | UNIQ                       |
| 2015年 | 11月10日           |                  | 星尘                                                 | UNIQ                       |
| 2015年 | 11月27日           |                  | 玲安对话好莱坞                                       | UNIQ                       |
| 2015年 | 12月18日           |                  | STAR!调查团&UNIQ                                     | UNIQ                       |
| 2015年 | 12月20日           |                  | 即使是我                                             | UNIQ                       |
| 2015年 | 12月22日           |                  | 优衣库生活                                           | UNIQ                       |
| 2015年 | 12月25日           | iQIYI            | 大牌对王牌                                           | UNIQ                       |
| 2015年 | 12月25日           |                  | 优衣库生活                                           | UNIQ                       |
| 2016年 | 1月1日             | 湖南テレビ       | 天天向上                                             | 天天小兄第の一員           |
| 2016年 | 1月8日             | 湖南テレビ       | 天天向上                                             | 天天小兄第の一員           |
| 2016年 | 1月15日            | 湖南テレビ       | 天天向上                                             | 天天小兄第の一員           |
| 2016年 | 1月22日            | 湖南テレビ       | 天天向上                                             | 天天小兄第の一員           |
| 2016年 | 1月29日            | 湖南テレビ       | 天天向上                                             | 天天小兄第の一員           |
| 2016年 | 2月5日             | 湖南テレビ       | 天天向上                                             | 天天小兄第の一員           |
| 2016年 | 2月19日            | 湖南テレビ       | 天天向上                                             | 天天小兄第の一員           |
| 2016年 | 3月11日            | 湖南テレビ       | 天天向上                                             | 天天小兄第の一員           |
| 2016年 | 3月25日            | 湖南テレビ       | 天天向上                                             | 天天小兄第の一員           |
| 2016年 | 4月1日             | 湖南テレビ       | 天天向上                                             | 天天小兄第の一員           |
| 2016年 | 4月15日            | 湖南テレビ       | 天天向上                                             | 天天小兄第の一員           |
| 2016年 | 4月22日            | 湖南テレビ       | 天天向上                                             | 天天小兄第の一員           |
| 2016年 | 4月23日            | 浙江テレビ       | 一路上有你第二季                                     | 第七期：爱与嫉妒           |
| 2016年 | 8月11日            |                  | 拜托了！粉丝                                         | UNIQ                       |
| 2017年 | 8月10日            | iQIYI            | 大学生来了第二季                                     |                            |
| 2017年 | 8月30日            | iQIYI            | 无与伦比的发布会                                     |                            |
| 2018年 | 3月31日            | 浙江テレビ       | 2018浙江卫视春季盛典                                 |                            |
| 2018年 | 4月21日 - 6月23日  | テンセントビデオ | 創造101                                              | ダンストレーナー           |
| 2018年 | 6月24日            | 湖南テレビ       | 快乐中国毕业歌会                                     |                            |
| 2018年 | 7月7日             | 湖南テレビ       | 快乐大本营                                           | YUE HUA アーティストショー |
| 2019年 | 6月20日 - 8月22日  | テンセントビデオ | 极限青春                                             | リーダー                   |
| 2019年 | 7月22日            | Mango TV         | 甜蜜的任务                                           |                            |
| 2019年 | 8月10日            | 湖南テレビ       | 快乐大本营                                           | 陳情令チーム               |
| 2019年 | 9月12日            | 湖南テレビ       | 2019湖南卫视中秋之夜                                 |                            |
| 2019年 | 11月1日            | 湖南テレビ       | 嗨唱转起来                                           |                            |
| 2019年 | 11月10日           | 湖南テレビ       | 2019湖南卫视11.11嗨爆夜                              |                            |
| 2019年 | 12月31日           | 湖南テレビ       | 2019-2020湖南卫视跨年演唱会                          |                            |
| 2020年 | 1月18日            | 湖南テレビ       | 2020湖南卫视春节联欢晚会                             | マジック 《金牌魔术师》    |
| 2020年 | 4月8日             |                  | 青春诗会·春天里的中国                                |                            |
| 2020年 | 5月3日             | 湖南テレビ       | 青春万岁——五四接力大直播                             |                            |
| 2020年 | 6月7日             | Mango TV         | 出手吧，兄弟！——芒果扶贫云超市大直播                 |                            |
| 2020年 | 7月4日             | iQIYI            | 夏日冲浪店                                           | ゲスト                     |
| 2020年 | 7月11日            | iQIYI            | 夏日冲浪店                                           | ゲスト                     |
| 2020年 | 7月18日            | iQIYI            | 夏日冲浪店                                           | ゲスト                     |
| 2020年 | 7月18日 - 10月3日  | Youku            | 这！就是街舞第三季                                   | 隊長                       |
| 2020年 | 7月27日 - 10月3日  | Youku            | 一起火锅吧                                           | 固定ゲスト                 |
| 2020年 | 8月18日            | 湖南テレビ       | 湖南卫视汽车之家818全球汽车夜                        |                            |
| 2020年 | 8月29日            | 湖南テレビ       | 快乐大本营                                           |                            |
| 2020年 | 9月5日             | 湖南テレビ       | 快乐大本营                                           |                            |
| 2020年 | 10月31日           | 湖南テレビ       | 湖南卫视双11开幕盛典                                 |                            |
| 2020年 | 12月31日           | 湖南テレビ       | 2020-2021湖南卫视跨年演唱会                          |                            |
| 2021年 | 1月17日            | CCTV             | 2021年中央广播电视总台“心连心”艺术团赴公安机关慰问演 |                            |
| 2021年 | 2月11日            | CMG              | 2021年中央广播电视总台春节联欢晚                     |                            |
| 2021年 | 2月26日            | CMG              | 2021年中央广播电视总台元宵晚会                       |                            |
| 2021年 | 3月12日            | CCTV             | 上线吧！华彩少年                                     | 华彩少年上线官             |
| 2021年 | 6月26日            | CMG              | 百年礼赞——庆祝中国共产党成立100周年大型交响音诗画    |                            |
| 2021年 | 7月1日             | CMG              | 伟大征程——庆祝中国共产党成立100周年大型行情景史诗    |                            |
| 2021年 | 7月21日            | 湖南テレビ       | 28岁的你                                             | 青春召集人                 |
| 2021年 | 8月14日 - 10月30日 | Youku            | 这！就是街舞第四季                                   | 隊長                       |
| 2021年 | 8月23日 - 10月30日 | Youku            | 一起火锅吧 第二季                                    | 固定ゲスト                 |
| 2021年 | 12月31日           | 湖南テレビ       | 2021-2022湖南卫视跨年晚会                            |                            |
| 2022年 | 1月30日            | 河南テレビ       | 2022年河南卫视春节联欢晚会                           | ゲスト                     |
| 2022年 | 5月3日             | 河南テレビ       | “青春万岁”2022五四青年节特别节目                     |                            |
| 2022年 | 5月4日             | 中国教育テレビ   | 放飞梦想——五四青春歌会                               |                            |
| 2022年 | 6月27日            |                  | 我们的紫荆花”庆祝香港回归祖国25周年云歌会            |                            |
| 2022年 | 8月13日 - 10月29日 | Youku            | 这！就是街舞第五季                                   | 隊長                       |
| 2022年 | 8月21日 - 10月28日 | Youku            | 一起火锅吧 第三季                                    | 固定ゲスト                 |
| 2022年 | 9月10日            | CCTV             | 中央广播电视总台中秋晚会                             |                            |
| 2022年 | 12月31日           | 东方テレビ       | 梦圆东方·2023东方卫视跨年盛典                        |                            |
| 2023年 | 1月15日            | 湖南テレビ       | 2023湖南卫视芒果TV春节联欢晚会                       |                            |
| 2023年 | 1月19日            | 河南テレビ       | 卯足劲头弄春潮-2023河南春节晚会                      |                            |
| 2023年 | 1月22日            | 东方テレビ       | 春满东方兔年兔奋·2023东方卫视春节晚会                |                            |
| 2023年 | 6月29日            | CCTV             | “湾区升明月”2023大湾区电影音乐晚会                   |                            |
| 2023年 | 12月31日           | 湖南テレビ       | 2023-2024湖南卫视芒果TV跨年晚会                      |                            |
| 2023年 | 12月31日           | CCTV             | 启航2024——中央广播电视总台跨年晚会                   |                            |
| 2024年 | 1月20日            | Youku            | 这！就是街舞第六季                                   | 決勝戦 ゲスト              |
| 2024年 | 12月31日           | CCTV             | 启航2025——中央广播电视总台跨年晚会                   |                            |
| 2024年 | 12月31日           | 湖南テレビ       | 2024-2025湖南卫视芒果TV跨年晚会                      |                            |
| 2025年 | 1月24日            | CCTV             | 和合之家——2025中国网络视听年度盛典                   |                            |

### ドキュメンタリー
| 放送年 | 放送日           | 放送チャンネル   | 番組                | 備考 |
| 2021年 | 6月24日          |                  | 我的时代和我 第二季 |      |
| 2024年 | 7月29日          | Youku            | 寻护者              |      |
| 2024年 | 8月31日- 10月6日 | テンセントビデオ | 探索新境            |      |

### 司会
| 放送年 | 放送日                 | 放送チャンネル | 番組                        | 備考            |
| 2016年 | 4月29日-2021年10月10日 | 湖南テレビ     | 天天向上                    | 司会/固定ゲスト |
| 2016年 | 12月31日               | 湖南テレビ     | 2016-2017湖南卫视跨年演唱会 |                 |
| 2017年 | 12月31日               | 湖南テレビ     | 2017-2018湖南卫视跨年演唱会 |                 |
| 2018年 | 2月8日                 | 湖南テレビ     | 2018湖南卫视春节联欢晚会    |                 |
| 2018年 | 12月31日               | 湖南テレビ     | 2018-2019湖南卫视跨年演唱会 |                 |
| 2019年 | 11月10日               | 湖南テレビ     | 2019湖南卫视11.11嗨爆夜     |                 |
| 2019年 | 12月31日               | 湖南テレビ     | 2019-2020湖南卫视跨年演唱会 |                 |
| 2020年 | 2月7日                 | 湖南テレビ     | 天天云时间                  |                 |
| 2020年 | 6月7日                 | 湖南テレビ     | 出手吧，兄弟！              |                 |
| 2020年 | 12月31日               | 湖南テレビ     | 2020-2021湖南卫视跨年演唱会 |                 |

## ノミネート・受賞歴

### 映画・テレビドラマ
- 2017亚洲影响力盛典最佳新人演员 受賞 (2017年)
- 凤凰时尚之选颁奖盛典 年度票选网友最爱新晋演员 受賞 (2017年)
- 第26届 化鼎奖全国十佳观众最喜爱的电视演员 受賞 (2019年)
- 2019年2019智族GQ Men Of The Year年度突破演员 受賞 (2019年)
- 2019年腾讯视频星光大赏年度人气电视剧演员 受賞 (2019年)
- 第30届 中国电视金鹰奖观众喜爱的男演员奖 受賞 (2020年) - 受賞作品:陪你到世界之巅
- 2022微博视界大会微光荣耀影视人物 ノミネート (2022年)
- 2022微博之夜 年度突破电影人奖 受賞 (2023年)
- 2023微博电影之夜 年度关注演员 受賞 (2023年)
- 第20届 电影频道传媒关注单元最受传媒关注男主角 受賞 (2023年) - 受賞作品:無名、ボーン・トゥ・フライ
- 第18届中国长春电影节最佳男演员奖 ノミネート (2023年) - ノミネート作品:熱烈
- 第36届中国电影金鸡奖最佳男配角 ノミネート (2023年) - ノミネート作品:無名
- 第11届浙江电影凤凰奖优秀男主角 受賞 (2023年) - 受賞作品:熱烈
- 第15届澳门国际电影节-金莲花奖最佳新人奖 ノミネート (2023年) - ノミネート作品:無名
- 第17回アジア・フィルム・アワード 新人俳優賞 ノミネート (2024年) - ノミネート作品:無名
- 第37届中国电影金鸡奖最佳男主角 ノミネート (2024年) - ノミネート作品:熱烈
- 第15届澳门国际电视节金莲花奖最佳男主角 ノミネート (2024年) - ノミネート作品:追风者
- 第16届澳门国际电影节金莲花奖最佳男主角 ノミネート (2024年) - ノミネート作品:熱烈
- 第20屆中国电影華表獎優秀男演員ノミネート (2024年) - ノミネート作品:熱烈

### 音楽
- 第17届音乐风云榜偶像新势力 受賞 (2017年)
- 2019TMEA腾讯音乐娱乐盛典酷狗音乐年度金曲 受賞 (2019年) - 受賞作品:无羁
- 新浪文娱风云盛典·十大人气音乐作品 受賞 (2020年) - 受賞作品:无感
- 第30届中国电视金鹰奖最佳音乐 ノミネート (2020年) - ノミネート作品:最燃的冒险
- 2022微博之夜微博年度人气音乐 受賞 (2023年) - 受賞作品:像阳光那样
- 2024年度音乐行业报告年度最佳活动类主题曲 受賞 (2024年) - 受賞作品:天高海阔
- 2024年度音乐行业报告年度十大金曲 受賞 (2024年) - 受賞作品:旁观者
- 2024年度音乐行业报告CMC年度推荐EP 受賞 (2024年) - 受賞作品:旁观者

### その他
- 微博电视影响力盛典 年度新锐艺人 受賞 (2017年)
- 新浪时尚风格大赏 年度新锐艺人 受賞 (2017年)
- QQ兴趣部落“心赏之夜” 年度“心”赏新锐男艺人 受賞 (2018年)
- 2019年度LikeTCCAsia亚太百大最帅面孔第14位 ノミネート (2019年)
- 2019百度沸点年度沸点明星 受賞 (2019年)
- 体育星势力2019星途之夜跨界影响力奖 受賞 (2019年)
- 2019年腾讯视频星光大赏年度偶像 受賞 (2019年)
- 2019年腾讯视频星光大赏年度VIP之星 受賞 (2019年)
- 2019KoreanUpdates Awards亚洲年度艺人 受賞 (2020年)
- 2019年微博之夜微博年度男神 受賞 (2020年)
- 2019年微博之夜微博年度热度人物 受賞 (2020年)
- 2021爱奇艺尖叫之夜荣誉盛典“尖叫男神” 受賞 (2020年)
- 2020搜狐时尚盛典年度魅力男人 受賞 (2020年)
- 2020年腾讯视频星光大赏年度VIP之星 受賞 (2020年)
- 2020年腾讯视频星光大赏年度全能艺人 受賞 (2020年)
- 2020抖音星动之夜年度星动男神 受賞 (2021年)
- 2020抖音星动之夜年度全能艺人 受賞 (2021年)
- 2020微博之夜微博年度热度人物 受賞 (2021年)
- 2022微博之夜微博年度热度人物 受賞 (2023年)
- 2023爱奇艺尖叫之夜电影单元年度男主角 受賞 (2023年)
- 2023腾讯视频星光大赏年度最受欢迎电影演员 受賞 (2023年)
- 2023微博之夜微博年度受欢迎电影人 受賞 (2024年)
- 2024微博电影之夜年度突破电影人 受賞 (2024年)
- 2024微博之夜微博年度受欢迎影人 受賞 (2025年)

### 社会
- 2019フォーブス中国有名人ランキング71位 入賞 (2019年)
- 2019フォーブス30歳以下エリートランキング 入賞 (2019年)
- 2020フォーブス中国有名人ランキング9位 入賞 (2020年)
- フォーブス Asia’s 100 Digital Stars ノミネート (2020年)
- 2021フォーブス中国有名人ランキング2位 入賞 (2021年)

### 栄誉称号
- 第六届文荣奖影视旅游助力大使 受賞 (2019年)
- 2019TMEA腾讯音乐娱乐盛典酷我音乐榜样阅读公益艺人 受賞 (2019年)
- 2024微博电影之夜全民推荐官推荐TOP5男演员 受賞 (2024年)
- 2024年亚太U30杰出青年领袖 受賞 (2024年)

### グループ賞(UNIQ)
- 尖叫爱奇艺之夜最具期待组合 受賞 (2014年)
- 酷音乐亚洲盛典年度最佳新人 中国本土 受賞 (2015年)
- 全球中文音乐榜上榜1位 受賞 (2015年) - 受賞作品:EOEO
- The show China Choice1位 受賞 (2015年) - 受賞作品:EOEO
- 全球中文音乐榜上榜1位 受賞 (2015年)
- 全球中文音示榜上榜1位 受賞 (2015年)
- MTV欧洲音乐大奖 全球最佳艺人 中国大陸香港地区 ノミネート (2015年)
- 尖叫爱奇艺之夜2016年度音乐大奖 受賞 (2015年)
- Internaional-K MusicAwards ベスト振付賞 受賞 (2016年) - 受賞作品:EOEO

## イメージキャラクター(広告モデル)
現在もイメージキャラクターをしているブランドのみ
| 年度     | ブランド             | 物品項目                                         |
| 2019年 - | シュウウエムラ       | グローバルブランドイメージキャラクター           |
| 2019年 - | Audi                 | 英杰汇品牌大使                                   |
| 2020年 - | Pechoin              | ブランドイメージキャラクター                     |
| 2021年 - | 純甄                 | ブランドイメージキャラクター                     |
| 2021年 - | EVISU                | グローバルイメージキャラクター                   |
| 2021年 - | ANTA                 | ブランドグローバル首席イメージキャラクター       |
| 2021年 - | 勇闯天涯SuperX       | ブランドイメージキャラクター                     |
| 2021年 - | CHANEL               | ブランドイメージ大使                             |
| 2021年 - | 黑狮LOWEN            | ブランドイメージキャラクター                     |
| 2021年 - | Bananain             | ブランドイメージキャラクター                     |
| 2021年 - | 海伦凯勒             | ブランドイメージキャラクター                     |
| 2022年 - | 康師傅               | アイスティーブランドイメージキャラクター         |
| 2022年 - | 林氏家居             | ブランドグローバルイメージキャラクター           |
| 2022年 - | BOTTLED JOY          | ブランドグローバルイメージキャラクター           |
| 2023年 - | 阿道夫               | ブランドイメージキャラクター                     |
| 2023年 - | 台铃电动车           | ブランドグローバルイメージキャラクター           |
| 2023年 - | YAYA(鸭鸭)           | ブランドグローバル首席イメージキャラクター       |
| 2023年 - | C咖                  | ブランドイメージキャラクター                     |
| 2024年-  | COTTI COFFEE         | ブランドイメージキャラクター                     |
| 2024年-  | LACOSTE              | ブランドグローバルイメージキャラクター           |
| 2024年-  | Jeanswest            | ブランドグローバルイメージキャラクター           |
| 2024年-  | Milkground(妙可蓝多) | ブランドイメージキャラクター                     |
| 2024年-  | Tempo                | ブランドイメージキャラクター                     |
| 2024年-  | 燕之屋               | ブランドグローバルイメージキャラクター           |
| 2024年-  | LOEWE                | グローバルブランドアンバサダー                   |
| 2024年-  | Jimmy Choo           | グローバルアンバサダー                           |
| 2024年-  | EDIFIER(漫步者)      | ブランドイメージキャラクター                     |
| 2024年-  | Franzzi(法丽兹)      | ブランドイメージキャラクター                     |
| 2024年-  | yoose                | ブランドグローバルイメージキャラクター           |
| 2025年-  | Life Space益倍适     | ブランド(通常食品)グローバルイメージキャラクター |
| 2025年-  | Castrol 嘉实多       | ブランドイメージキャラクター                     |
| 2025年-  | HELLYHANSEN 海丽汉森 | ブランドイメージキャラクター                     |
| 2025年-  | RedBull紅牛          | ブランド首席イメージキャラクター                 |

## ディスコグラフィー

### シングル
| 発売日     | タイトル     | 備考 |
| 2019-1-17  | Fire         |      |
| 2019-3-13  | Lucky        |      |
| 2019-12-30 | 无感         |      |
| 2020-12-30 | 我的世界守則 |      |
| 2021-12-30 | 廿           |      |
| 2022-12-30 | 像阳光那样   |      |
| 2024-12-28 | 我在         |      |

### EP
|     | 発売日     | タイトル | タイトル曲 | 収録曲                       | 規格                   |
| 1st | 2023-12-29 | 旁观者   | 旁观者     | 収録曲 1. 旁观者 2. 万物可爱 | デジタル・ダウンロード |

### サウンドトラック
| 発売日        | タイトル       | 備考                                               |
| 2017-8-24     | 二次初恋       | 映画『二次初恋』主題歌                             |
| 2017-11-17    | Just Dance     | ゲーム『QQ炫舞』内イベント、第四届炫舞節主題歌     |
| 2018-8-10     | 鯊影           | 映画『MEG ザ・モンスター』中国版主題歌             |
| 2018-10-23    | 年少心事       | 映画『昨日青空』"青春成長曲"                       |
| 2019-5-31     | 最燃的冒険     | ドラマ『陪你到世界之巓』 主題歌                    |
| 2019-6-19     | 说剑           | ゲーム『天涯明月刀』太白門派主題歌                 |
| 2019-6-27     | 无羁           | ドラマ『陳情令』 エンディングテーマ                |
| 2019-7-08     | 不忘           | ドラマ『陳情令』 藍忘機キャラクターソング          |
| 2020-1-16     | 给妈咪         | 映画『囧媽』宣伝主題歌                             |
| 2020-2-22     | 有你在身边     | 致敬一線抗疫英雄公益歌曲                           |
| 2020-3-6      | 因为我们在一起 | 抗擊疫情優秀公益歌曲                               |
| 2020-11-9     | 热血今朝       | ドキュメンタリー『抗美援朝保家衛国』主題歌         |
| 2020-12-8     | 熹微           | ドラマ『有翡』 挿入歌                              |
| 2021-2-5      | 青春恰時來     |                                                    |
| 2021-5-18     | 青春的模樣     | 《28歲的你》主題歌                                 |
| 2021-7-31     | 空投計劃       | Game for Peace2021空投節主題歌                     |
| 2021-9-30     | 山河星光       |                                                    |
| 2021-10-8     | 平凡中的不平凡 | 百集記錄微電影《初心》主題歌                       |
| 2021-10-20    | 不可阻擋       | 2021 League of Legends World Championship 主題歌   |
| 2021-10-27    | 冬梦飞扬       | 2022北京冬季オリンピックカウントダウン100日 主題歌 |
| 2022-1-10     | 替我訴說       | 人民警察節 主題歌                                  |
| 2022-5-3      | 青春宇宙       |                                                    |
| 2022-6-30     | 你好香港       | 香港祖国復帰25周年 祝い歌                          |
| 2022-9-25     | 云端           | 映画《ボーン・トゥ・フライ》主題歌                 |
| 2022-11-9     | 炙热的梦       |                                                    |
| 2022-11-18    | 追光的人       | 大国重器特别节目プロモーションソング               |
| 2023-1-15     | 无名           | 映画《無名》主題歌                                 |
| 2023-9-10     | 燃             | 杭州アジア競技大会聖火リレーテーマソング           |
| 2024年2月1日  | 龙族           | 2024辰年ソング                                     |
| 2024年5月1日  | 跃动上海       | オリンピック予選シリーズ上海テーマソング           |
| 2024年7月26日 | 龙腾           | パリオリンピック応援曲                             |
| 2024年8月20日 | 天高海阔       | 奔跑吧·少年 活動主題歌                             |
| 2024年10月1日 | 展信安         | 新中国設立75周年祝歌                               |
| 2025年1月18日 | 点亮亚洲       | 第9回アジア冬季競技大会開会式テーマソング          |